# Hu Jinqiu
Hu Jinqiu (né le 24 septembre 1997) est un joueur chinoise de basket-ball. Il participe aux Jeux olympiques d'été de 2020.